# Zakar Ferenc Polikárp
Zakar Ferenc Polikárp (Ókér, 1930. június 8. – Budapest, 2012. szeptember 17.) ciszterci szerzetes, zirci apát, a ciszterci rend generális apátja.

## Élete
Újvidék mellett, Ókéren született, sokkultúrájú, vallási szempontból is színes környezetben. Középiskolai tanulmányait a III. Béla Ciszterci Gimnáziumban Baján végezte, itt érettségizett 1948-ban. Ugyanebben az esztendőben belépett a ciszterci rendbe, ahol a Polikárp nevet kapta. Zircen kezdte meg filozófiai és teológiai tanulmányait. 1950 szeptemberében, néhány nappal a szerzetesrendek működési engedélyének megvonása előtt többedmagával hagyta el az országot. Rómába került, ahol a Szent Anzelm Pápai Egyetemen folytatta tanulmányait. 1955. szeptember 4-én szentelték pappá. 1956-tól a rend Rómában tanuló növendékeinek magisztere. Ugyanettől az évtől egyháztörténelmet tanult a Pápai Gergely Egyetemen, ahol 1959-ben szaklicenciát szerzett. 1960-ban a  Szent Anzelm Pápai Egyetemen teológiai doktori fokozatot szerzett, az év őszétől pedig már ugyanitt tanított. 1966-ban rendes tanárrá nyilvánították.
1963-2006-ig az Analecta Cisterciensia nemzetközi tudományos folyóirat szerkesztője.
1969 és 1972 között kánonjogot tanult a Pápai Lateráni Egyetemen, majd doktorátust szerzett. Ezek alapján a II. Vatikáni Zsinat után megszerkesztette saját rendje és más szerzetesi intézmények számára az új konstitúciókat.
1972 és 1996 között több Kongregáció tagja és tanácsosa volt.
1971-től a  Szent Anzelm Pápai Egyetemen egyházjogot is oktatott, 1978-ban a teológiai kar dékánjává választották, 1981-ben és 1985-ben újraválasztották. 1981. február 9-én az Apostoli Szentszék kinevezte a Pápai Magyar Intézet Vigilancia Bizottságának tagjává, öt évvel később az intézetet felügyelő bizottság elnökévé.
1985 szeptemberétől tíz éven át volt a ciszterci rend generális apátja. 1996-ban a Zirci Apátság élére választották meg, hazatérve nagy szerepet vállalt a hazai egyházi élet megújulásában.
Közben 1996-ban a Lateráni Pápai Egyetemen kánonjogi doktori fokozatot szerzett, 1997-ben pedig a Pázmány Péter Katolikus Egyetemen habilitált.
2000-ben a Szentszék a zirci főapáti címet adományozta neki. 2002-ben hat évre újraválasztották, 2008 óta pedig az apátság teljes főapáti joghatósággal ellátott adminisztrátora volt 2010. december 19-ig.

## Művei
- Histoire de la stricte observance de l'Ordre Cistercien, depuis ses débuts jusqu'au généralat du Cardinal de Richelieu. 1606-1635; Cistercienses, Roma, 1966 (Bibliotheca Cisterciensis)

## Elismerései
- 1995 – a Magyar Köztársasági Érdemrend középkeresztje
- 2011 – a Magyar Köztársasági Érdemrend középkeresztje a csillaggal